# Gay-for-pay

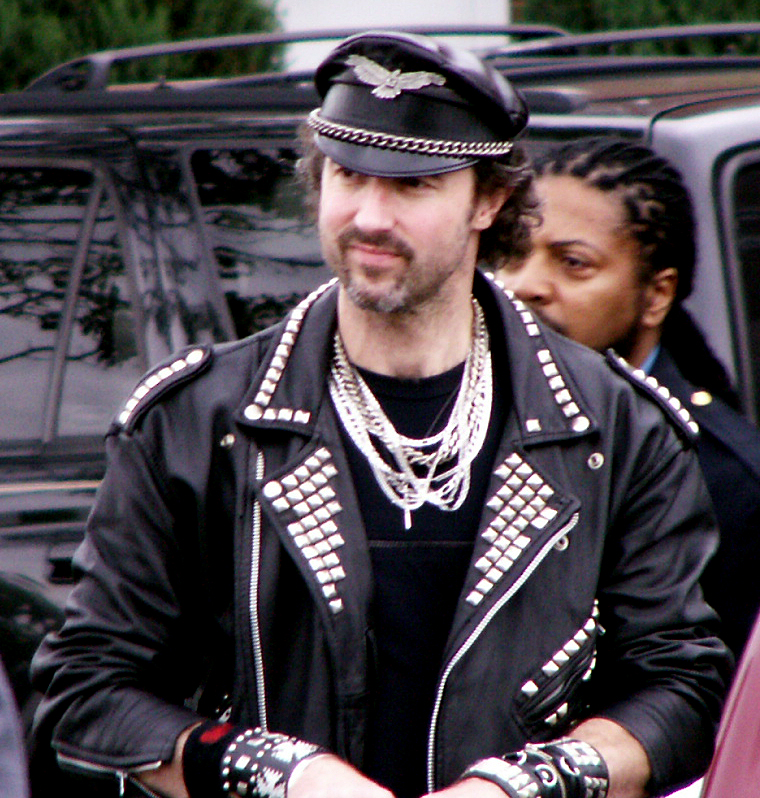
Artistas como Village People (Eric Anzalone en la foto) se benefician al representar personajes estereotípicos de fantasías gais.

El término gay-for-pay (gay por paga) describe a actores y actrices, estrellas pornográficas, o trabajadores sexuales que se identifican como heterosexuales pero reciben dinero por actuar como homosexuales profesionalmente o tener relaciones homosexuales. El término también se ha aplicado a otras profesiones e incluso compañías intentando apelar a la población gay. El estigma de ser gay o ser etiquetado como tal se ha erosionado firmemente desde que los disturbios de Stonewall empezaron el movimiento estadounidense moderno de derechos LGBT  en 1969. Durante los años noventa, actores del cine convencional y televisión han tenido mayor disposición de representar la homosexualidad, ya que la amenaza de afectar a sus carreras ha disminuido y la aceptación de la sociedad hacia las personas LGBT ha aumentado.
En la industria de la pornografía gay, que emplea tanto a aficionados como a actores profesionales, el término gay-for-pay se refiere a actores que se identifican como heterosexuales pero que participan en actividades sexuales del mismo sexo por dinero o beneficio sexual. Algunos actores que en realidad son gais o bisexuales son presentados como heterosexuales para apelar al «encanto de lo inalcanzable», porque los hombres heterosexuales (o aquellos que recientemente salieron del armario) son vírgenes en el sexo con otros hombres; la académica Camille Paglia ha declarado que «la seducción de sementales heterosexuales es un motivo sumamente erótico en el porno gay» y el antropólogo William Leap ha escrito de manera similar, «como en la mayoría de los entornos de hombres gais, la juventud, la musculatura, y lo desconocido son lo más buscado».
En 2010, George Duroy, fundador de la compañía pornográfica Bel Ami, concedió una entrevista a Towleroad y dijo lo siguiente en referencia a los actores gay for pay:

El porno "gay" nunca estuvo dominado por modelos homosexuales y, en el caso de Bel Ami, ni siquiera la mitad de los empleados son homosexuales (en los últimos tres años, han nacido siete bebés de nuestros empleados). El porno gay debería llamarse con más precisión "porno exclusivamente masculino". No lo veo necesariamente como una diferencia cultural: la mayoría de los modelos que trabajan para Corbin Fisher o Sean Cody también son heterosexuales. Conozco a algunos modelos homosexuales en EE. UU. que afirmaron ser heterosexuales para conseguir trabajo en algunos de los estudios estadounidenses.